# 三月初五
三月初五，农历三月第五天。

## 逝世
- 北宋神宗元丰八年，宋神宗赵顼。

## 节假日和习俗
- 中國福建省泉州府埔仔村隆重举行朱元帅圣诞的日子，村民到马鞍宫烧香祈福，准备宴席宴请亲朋好友，热闹堪比春节。[來源請求]

## 参看
- 日历
- 三月初三 - 三月初四 - 三月初五 - 三月初六 - 三月初七
- 二月初五 - 三月初五 - 四月初五
- 正月 - 二月 - 三月 - 四月 - 五月 - 六月 - 七月 - 八月 - 九月 - 十月 - 十一月 - 腊月
- 公历3月5日